# مایکل سوماره
مایکل سوماره (انگلیسی: Michael Somare؛ زاده ۹ آوریل ۱۹۳۶ – درگذشته ۲۶ فوریهٔ ۲۰۲۱) سیاست‌مدار اهل پاپوآ گینه نو بود. وی در چهار دوره در سال‌های ۱۹۷۵–۱۹۸۰، ۱۹۸۲–۱۹۸۵، ۲۰۰۲–۲۰۱۰ و از ۲۰۱۱ نخست‌وزیر این کشور را به عهده داشته‌است.
مایکل سوماره در ۲۶ فوریه ۲۰۲۱، در سن ۸۴ سالگی بر اثر سرطان لوزالمعده درگذشت.